# Kwasy tlenowe
Kwasy tlenowe (oksokwasy, oksykwasy) – kwasy, które zawierają przynajmniej jeden atom tlenu, jeden inny atom i połączony z atomem tlenu dysocjowalny atom wodoru. Według definicji tradycyjnej kwasami tlenowymi są kwasy, które zawierają atom tlenu w reszcie kwasowej. Termin ten stosuje się w opozycji do kwasów beztlenowych. Przykłady tego rodzaju kwasów to kwas siarkowy H2SO4 lub kwasy karboksylowe. 
Moc kwasów tlenowych rośnie wraz ze wzrostem elektroujemności pierwiastka centralnego, np. moc kwasów tlenowych z atomem centralnym pochodzącym z trzeciego okresu układu okresowego wzrasta następująco:
H2SiO3 < H3PO4 < H2SO4 < HClO4.
Przy tym samym atomie centralnym moc kwasów tlenowych rośnie wraz ze wzrostem stopnia utlenienia atomu centralnego np.:
HClO < HClO2 < HClO3 < HClO4.
Do mocnych kwasów tlenowych zalicza się m.in.:
- HNO3 kwas azotowy
- HClO4 kwas nadchlorowy
- H2SO4 kwas siarkowy.

## Sposoby otrzymywania
Kwasy tlenowe można otrzymać przez rozpuszczenie odpowiednich tlenków kwasowych w wodzie:
tlenek kwasowy + woda → kwas tlenowy
Np.:
SO2 + H2O → H2SO3
SO3 + H2O → H2SO4
N2O5 + H2O → 2HNO3
P4O10 + 6H2O → 4H3PO4
Cl2O7 + H2O → 2HClO4